# Округ Вашингтон (Небраска)
Округ Вашингтон (енгл. Washington County) је округ у америчкој савезној држави Небраска.

## Демографија
По попису из 2010. године број становника је 20.234, што је 1.454 (7,7%) становника више него 2000. године.
| Група             | 2000.          | 2010.          |
| Белци             | 18.313 (97,5%) | 19.405 (95,9%) |
| Афроамериканци    | 63 (0,3%)      | 122 (0,6%)     |
| Азијати           | 55 (0,3%)      | 54 (0,3%)      |
| Хиспаноамериканци | 202 (1,1%)     | 419 (2,1%)     |
| Укупно            | 18.780         | 20.234         |